# Bissula
Bissula is een geslacht van hooiwagens uit de familie Gonyleptidae.
De wetenschappelijke naam Bissula is voor het eerst geldig gepubliceerd door Roewer in 1929. 

## Soorten
Bissula is monotypisch en omvat slechts de volgende soort:
- Bissula paradoxa